# Церковь Благовещения (Любляна)
Церковь Благовещения — католическая церковь в городе Любляна Словения, построенный между 1646 и 1660 годами и расположена в центре города на площади Прешерна. В настоящее время церковь действует, ведутся богослужения.

## История храма
Это монастырская церковь рядом со стоящим францисканским монастырем и приходской церковью прихода Любляны.
Здание было построено августинцами между 1646 и 1660 годами на месте старой церкви Святого Мартина. Первый камень в фундамент был заложен люблянским епископом Томажем Хреном в 1628 году, и в том же году совершено освящение места строительства. В 1645 году августинцы разрушили сильно поврежденную во время пожара церковь, а через год начали строить новую. Рядом была возведена часовня, которую в 1669 году освятили, а церковь была освящена в 1700 году архиепископом Зигмундом Кристофом графом Герберштейном.
В конце XVIII века орден августинцев был отменен реформами Жозефины, а церковь и монастырь были заселены францисканцами, которым и сегодня принадлежит весь комплекс.
Колокольни возводились только в 1719 году. В 1785 году рядом с церковью был основан пригородный приход Благовещения Пресвятой Богородицы, который с 2008 года носит статус культурного памятника национального значения Словении.

## Архитектура и особенности здания
Церковь спроектирована как однонефная базилика в стиле раннего барокко с двумя приделами. Фасад обращен к реке и разделен мощными пилястрами. Средняя часть фасада возвышается над сторонами и завершается треугольным фасадом, поддерживаемым двумя улитками с обеих сторон. К входу ведет трехбалочная лестница, построенная во время застройки площади в первой половине XIX века. Средние и боковые плечи здания полукруглые. В 1858 году фасад церкви был полностью отремонтирован и расписан фреской Гольденштейна. В 1883 году его заменили на Вольфа. Землетрясение в Словении пощадило храм, хотя ремонт был необходим, но серьёзных изменений в конструкцию и вид здания он не внёс.
Яркий, красный фасад церкви украшают белые полуколонны. На вершине фасада, по центру размещена большая бронзовая статуя Девы Марии с младенцем, головы которых венчают золотые короны.
Главный алтарь в стиле барокко был изготовлен Франческо Робба. Боковые часовни и потолок выполнены в XIX веке и украшены фресками. В 1930-х годах потолок был перекрашен импрессионистом Матеем Стерненом.
Рядом с церковью находится францисканский монастырь с садом, зажатый между площадью Прешерна, улицами Чопова и Назорьева. В монастыре находится знаменитая библиотека.

## Библиотека
Первая библиотека действовала в первоначальном монастыре монахов младших братьев святого Франциска Ассизского, который находится на площади Водник с 1235 года. Нынешняя была основана Жигой Шкерпином (1689—1755) в середине XVIII века. Во время землетрясения подверглась разрушению. После этого перестроена по проекту архитектора Раймунда Джеблингера. Интерьер выполнен в конце XIX века.
В библиотеке находятся 70 000 экземпляров книг, представляющих историческую ценность, иллюминированные рукописи и инкунабулы, из которых 30 000 экземпляров датируются периодом до 1800 года.